# Samuel Cody
Samuel Franklin Cowdery, känd som Samuel Cody, född 6 mars 1867 i Davenport i Iowa, död 7 augusti 1913 i Farnborough i Hampshire, var en amerikansk-brittisk flygare och showartist.
Den 16 oktober 1908 förevisade Cody sitt plan vid Farnborough i England, och blev den förste att flyga i Storbritannien. Han omkom 7 augusti 1913 i en flygolycka vid Farnborough.